# Nationalparker i Afrika
Dette er en liste over nationalparker i Afrika. Parkernes natur varierer betydeligt, ikke kun mellem lande, men også inden for nogle nationer - graden af beskyttelse, tilgængelighed og typen af miljø, som de er oprettet for at yde beskyttelse for. Nogle af parkerne er blevet ryddet for deres oprindelige befolkning, andre har altid været stort set ubeboede, mens atter andre indeholder betydelige befolkningscentre.
nationalparker findes i de fleste afrikanske lande, og der er flest i Gabon, Kenya og Tanzania. Nogle nationer har også betydelige områder udpeget som private parker, vildtreservater, skovreservater, marine reservater, og naturparker. Disse er ikke inkluderet på listen nedenfor, selvom nogle af disse kan minde om nogle nationalparker.

## Algeriet
- Ahaggar Nationalpark [1]
- Belezma nationalpark [2]
- Chrea Nationalpark[3]
- Djebel Aissa Nationalpark [4]
- Djurdjura Nationalpark [5]
- El Kala Nationalpark [6]
- Gouraya Nationalpark [7]
- Taza Nationalpark [8]
- Tassili n'Ajjer Nationalpark [9]
- Theniet El Had Nationalpark [10]
- Tlemcen Nationalpark [11]

## Angola
- Bicuari Nationalpark
- Cameia Nationalpark
- Cangandala Nationalpark
- Iona Nationalpark
- Longa-Mavinga Nationalpark
- Luengue-Luiana Nationalpark
- Mupa Nationalpark
- Quiçama Nationalpark

## Benin
- Pendjari Nationalpark
- W (nationalpark)

## Botswana
- Chobe Nationalpark
- Kgalagadi transfrontier park
- Makgadikgadisaltpanden
- Nxaisaltpanden Nationalpark

## Burkina Faso
- Arli Nationalpark
- Deux Balés Nationalpark
- Kaboré Tambi Nationalpark (tidligere Pô Nationalpark), eksisteret siden 1976
- W Nationalpark, eksisteret siden 1957

## Burundi
- Kibira Nationalpark
- Rusizi Nationalpark
- Ruvubu Nationalpark

## Cameroun
- Bakossi Nationalpark
- Bénoué Nationalpark

- Bouba Njida Nationalpark
- Boumba Bek Nationalpark
- Campo Ma'an Nationalpark
- Deng Deng Nationalpark
- Douala Edéa Nationalpark

- Faro Nationalpark
- Kimbi-Fungom Nationalpark
- Korup Nationalpark

- Lobéké Nationalpark
- Mbam Djerem Nationalpark
- Mbéré Valley Nationalpark
- Mount Cameroon Nationalpark

- Mpem og Djim Nationalpark
- Nki Nationalpark
- Takamanda Nationalpark
- Tchabal Mbabo Nationalpark
- Waza Nationalpark

## Kap Verde
- Fogo Nationalpark

## Centralafrikanske Republik
- Manovo-Gounda St. Floris
- André Félix Nationalpark
- Bamingui-Bangoran Nationalpark
- Dzanga-Ndoki Nationalpark
- Mbaéré Bodingué Nationalpark

## Tchad
- Aouk Nationalpark
- Goz Beïda Nationalpark
- Manda Nationalpark
- Zakouma Nationalpark
- Siniaka-Minia Nationalpark

## Comorerne
- Coelacanth Nationalpark
- Karthala Nationalpark
- Mitsamiouli Ndroude Nationalpark
- Mohéli Nationalpark
- Mount Ntringui Nationalpark
- Shisiwani Nationalpark

## Den Demokratiske Republik Congo
- Garamba Nationalpark
- Kahuzi-Biéga Nationalpark
- Kundelungu Nationalpark
- Lomami Nationalpark
- Maiko Nationalpark
- Mangroves Nationalpark
- Okapi vildtreservat (obs: Dette er ikke en nationalpark. Dette er et reservat med kernebeskyttelse og flerbrugsområder.)
- Salonga Nationalpark (nordlige og sydlige sektioner)
- Upemba Nationalpark
- Virunga Nationalpark

## Republikken Congo
- Conkouati-Douli Nationalpark
- Nouabalé-Ndoki Nationalpark
- Ntokou-Pikounda Nationalpark
- Odzala-Kokoua Nationalpark
- Ougoue Lekiti Nationalpark

## Elfenbenskysten
- Assagny Nationalpark
- Banco Nationalpark
- Comoé Nationalpark
- Marahoué Nationalpark
- Mount Nimba Strict
- Mont Péko Nationalpark
- Îles Ehotilé Nationalpark
- Mont Sângbé Nationalpark
- Taï Nationalpark

## Djibouti
- Day Forest Nationalpark
- Djibouti Nationalpark
- Yoboki Nationalpark

## Egypten
- Gabal Elba Nationalpark
- Gilf Kebir Nationalpark
- Ras Muhammad Nationalpark
- Taba beskyttet område
- Wadi Allaqi biosfærereservat
- Wadi El Gamal Nationalpark
- Wadi El Rayan-protektoratet
- White Desert Nationalpark

## Ækvatorialguinea
- Altos de Nsork Nationalpark
- Monte Alén Nationalpark
- Pico Basilé Nationalpark

## Eritrea
- Dahlak Marine Nationalpark
- Semenawi Bahri Nationalpark

## Etiopien
- Abidjatta-Shalla Nationalpark
- Alitash Nationalpark
- Arsi Mountains Nationalpark
- Awash Nationalpark
- Bale Mountains Nationalpark
- Bejimiz Nationalpark
- Borena Nationalpark
- Chebera Churchura Nationalpark
- Dhati-Welel Nationalpark
- Didessa Nationalpark
- Gambela Nationalpark
- Geralle Nationalpark
- Gibe Sheleko Nationalpark
- Kafta-Shiraro Nationalpark
- Loka-Abaya Nationalpark
- Mago Nationalpark
- Maze Nationalpark
- Mao-Komo Nationalpark
- Nechisar Nationalpark
- Omo Nationalpark
- Simien Mountains Nationalpark
- Yangudi Rassa Nationalpark

## Gabon
- Akanda Nationalpark
- Batéké-plateauets Nationalpark
- Birougou Nationalpark
- Krystalbjergenes Nationalpark
- Ivindo Nationalpark
- Loango Nationalpark
- Lopé Nationalpark
- Mayumba Nationalpark
- Minkébé Nationalpark
- Moukalaba-Doudou Nationalpark
- Mwagna Nationalpark
- Pongara Nationalpark
- Waka Nationalpark

## Gambia
- Abuko Nationalpark
- Bijilo Nationalpark
- Kiang West Nationalpark
- Niumi Nationalpark
- Gambiafloden Nationalpark

## Ghana
- Bia Nationalpark
- Bui Nationalpark
- Digya Nationalpark
- Kakum Nationalpark
- Kalakpa Game Production Reserve
- Kyabobo Nationalpark
- Mole Nationalpark
- Nini-Suhien Nationalpark

## Guinea
- Badiar Nationalpark
- Haut Niger Nationalpark

## Guinea-Bissau
- Boé Nationalpark
- Cantanhez Forest Nationalpark
- João Vieira og Poilão Marine Nationalpark
- Cufada Nationalpark
- Dulombi Nationalpark
- Orango Nationalpark
- Varela Nationalpark

## Kenya
- Aberdare Nationalpark
- Amboseli Nationalpark
- Arabuko Sokoke Nationalpark
- Central Island Nationalpark
- Chyulu Hills Nationalpark
- Hell's Gate Nationalpark
- Kisite-Mpunguti Marine Nationalpark
- Lake Nakuru Nationalpark
- Malindi Marine Nationalpark
- Malka Mari Nationalpark
- Marsabit Nationalpark
- Meru Nationalpark
- Mombasa Marine Park
- Mount Elgon Nationalpark
- Mount Kenya Nationalpark
- Mount Longonot Nationalpark
- Nairobi Nationalpark
- Ol Donyo Sabuk Nationalpark
- Ruma Nationalpark
- Saiwa Swamp Nationalpark
- Samburu National Reserve
- Sibiloi Nationalpark
- Tsavo East Nationalpark og Tsavo West Nationalpark
- Watamu Marine Nationalpark

## Lesotho
- Sehlabathebe Nationalpark
- Ts'ehlanyane Nationalpark

## Liberia
- Sapo Nationalpark
- Gola Forest Nationalpark
- Kpo Mountains
- Grand Kru-River Gee
- Bong Mountain
- Foya Nationalpark
- Gbi Nationalpark
- Nimba West

## Libyen
- Abughilan Nationalpark
- El-Kouf Nationalpark
- Karabolli Nationalpark
- El Naggaza Nationalpark
- Rajma Nationalpark
- Sirman Nationalpark (Surman)

## Madagascar
- Amber Mountain Nationalpark
- Analamazaotra Nationalpark
- Andohahela Nationalpark
- Andringitra Nationalpark
- Ankarafantsika Nationalpark
- Baie de Baly nationalpark
- Bemaraha Nationalpark
- Isalo Nationalpark
- Kirindy Mitea Nationalpark
- Lokobe Nationalpark
- Mantadia Nationalpark
- Marojejy Nationalpark
- Masoala Nationalpark
- Midongy du sud Nationalpark
- Namoroka Nationalpark
- Ranomafana Nationalpark
- Tsimanampetsotse Nationalpark
- Sahamalaza Nationalpark
- Zahamena Nationalpark
- Zombitse-Vohibasia Nationalpark

## Malawi
- Kasungu Nationalpark
- Lake Malawi Nationalpark
- Lengwe Nationalpark
- Liwonde Nationalpark
- Nyika Nationalpark

## Mali
- Bafing Nationalpark
- Boucle du Baoulé Nationalpark
- Kouroufing Nationalpark
- Wongo Nationalpark

## Mauritanien
- Banc d'Arguin Nationalpark
- Diawling Nationalpark

## Mauritius
- Black River Gorges Nationalpark
- Bras d'Eau Nationalpark
- Islets Nationalpark

## Marokko
- Al Hoceima Nationalpark
- Khenifiss Nationalpark
- Haut Atlas Oriental Nationalpark
- Ifrane Nationalpark
- Iriqui Nationalpark
- Khenifra Nationalpark
- Merdja Zerga Biological Reserve
- Souss-Massa Nationalpark
- Talassemtane Nationalpark
- Tazekka Nationalpark
- Toubkal Nationalpark

## Mozambique
- Banhine Nationalpark
- Bazaruto Nationalpark
- Gorongosa Nationalpark
- Limpopo Nationalpark (del af Great Limpopo Transfrontier Park)
- Magoe Nationalpark
- Quirimbas Nationalpark
- Zinave Nationalpark

## Namibia
- Ai-Ais/Richtersveld Transfrontier Park (se også Fish River Canyon og Ai-Ais Hot Springs)
- Bwabwata Nationalpark
- Dorob Nationalpark
- Etosha Nationalpark
- Hardap Recreation Resort
- Mangetti Nationalpark
- Mudumu Nationalpark
- Nkasa Rupara Nationalpark tidligere Mamili Nationalpark
- Namib-Naukluft Nationalpark
- Skeleton Coast Nationalpark
- Waterberg Nationalpark

## Niger
- W Nationalpark i Niger

## Nigeria
- Chadbækkenet Nationalpark
- Cross River Nationalpark (Okavango og Oban delene)
- Gashaka-Gumti Nationalpark
- Kainji Nationalpark (Borgu and Zugurma sections)
- Kamuku Nationalpark
- Okomu Nationalpark
- Old Oyo Nationalpark
- Yankari Nationalpark

## Rwanda
- Akagera Nationalpark
- Gishwati-Mukura Nationalpark
- Nyungwe Forest Nationalpark
- Volcans Nationalpark

## São Tomé og Príncipe
- Obo Nationalpark

## Senegal
- Basse Casamance Nationalpark
- Isles des Madeleines Nationalpark
- Langue de Barbarie Nationalpark
- Djoudj National Bird Sanctuary
- Niokolo-Koba Nationalpark
- Saloum Delta Nationalpark

## Seychellernes
- Curieuse Marine Nationalpark
- Morne Seychellois Nationalpark
- Praslin Nationalpark
- Ste. Anne Marine Nationalpark

## Sierra Leone
- Gola Rainforest Nationalpark
- Outamba-Kilimi Nationalpark
- Western Area Nationalpark

## Somalia
- Arbawerow Nationalpark
- Baraako Madow Nationalpark
- Buloburto Nationalpark
- Bushbushle Nationalpark
- Daalo Nationalpark
- Ga'an Libah Nationalpark
- Hobyo Nationalpark
- las'anod Nationalpark
- Ras Hafun Nationalpark
- Shoonto Nationalpark
- Taleh-El Chebet Nationalpark
- Zayla Nationalpark

## Sydafrika
- Addo Elephant Nationalpark
- Agulhas Nationalpark
- Ai-Ais/Richtersveld Transfrontier Park
- Augrabies Falls Nationalpark
- Bontebok Nationalpark
- Camdeboo Nationalpark
- Golden Gate Highlands Nationalpark
- Hluhluwe–Imfolozi Park
- Karoo Nationalpark
- Kgalagadi Transfrontier Park
- Knysna National Lake Area
- Kruger Nationalpark
- Mapungubwe Nationalpark
- Marakele Nationalpark
- Mokala Nationalpark
- Mountain Zebra Nationalpark
- Namaqua Nationalpark
- Royal Natal Nationalpark
- Table Mountain Nationalpark
- Tankwa Karoo Nationalpark
- Tsitsikamma Nationalpark
- West Coast Nationalpark
- Wilderness Nationalpark

## Sydsudan
- Bandingilo Nationalpark
- Boma Nationalpark
- Lantoto Nationalpark
- Loelle Nationalpark
- Nimule Nationalpark
- Shambe Nationalpark
- Southern Nationalpark

## Sudan
- Dinder Nationalpark
- Jebel Hassania Nationalpark
- Radom Nationalpark
- Suakin Archipelago Nationalpark

## Tanzania
- Arusha Nationalpark
- Burigi-Chato Nationalpark
- Gombe Stream Nationalpark
- Ibanda-Kyerwa Nationalpark
- Katavi Nationalpark
- Kigosi Nationalpark
- Kilimanjaro Nationalpark
- Kitulo Nationalpark
- Lake Manyara Nationalpark
- Mahale Mountains Nationalpark
- Mikumi Nationalpark
- Mkomazi Nationalpark
- Nyerere Nationalpark
- Ruaha Nationalpark
- Rubondo Island Nationalpark
- Rumanyika-Karagwe Nationalpark
- Saadani Nationalpark
- Saanane Island Nationalpark
- Serengeti Nationalpark
- Tarangire Nationalpark
- Udzungwa Mountains Nationalpark
- Ugalla River Nationalpark

## Togo
- Fazao-Malfakassa Nationalpark
- Fosse aux Lions Nationalpark
- Kéran Nationalpark

## Tunesien
- Bou-Hedma Nationalpark
- Boukornine Nationalpark
- Chaambi Nationalpark
- El Feidja Nationalpark
- Ichkeul Nationalpark
- Jebil Nationalpark
- Sidi Toui Nationalpark
- Zembra og Zembrettaøernes nationalpark

## Uganda
- Bwindi Impenetrable Nationalpark
- Kibale Nationalpark
- Kidepo Valley Nationalpark
- Lake Mburo Nationalpark
- Mgahinga Nationalpark
- Mount Elgon Nationalpark
- Murchison Falls Nationalpark
- Queen Elizabeth Nationalpark
- Rwenzori Nationalpark
- Semuliki Nationalpark

## Zambia
- Blue Lagoon Nationalpark
- Isangano Nationalpark
- Kafue Nationalpark
- Kasanka Nationalpark
- Lavushi Manda Nationalpark
- Liuwa Plain Nationalpark
- Lochinvar Nationalpark
- Lower Zambezi Nationalpark
- Luambe Nationalpark
- Lukusuzi Nationalpark
- Lusenga Plain Nationalpark
- Mosi-oa-Tunya Nationalpark
- Mweru Wantipa Nationalpark
- North Luangwa Nationalpark
- Nsumbu Nationalpark
- Nyika Nationalpark (Zambia)
- Sioma Ngwezi Nationalpark
- South Luangwa Nationalpark
- West Lunga Nationalpark
- Lusaka Nationalpark

## Zimbabwe
- Chimanimani Nationalpark
- Chizarira Nationalpark
- Gonarezhou Nationalpark
- Hwange Nationalpark
- Kazuma Pan Nationalpark
- Mana Pools Nationalpark
- Matobo Nationalpark
- Matusadona Nationalpark
- Nyanga Nationalpark
- Victoria Falls Nationalpark
- Zambezi Nationalpark